# Yukarıulupınar, Darende
Yukarıulupınar là một xã thuộc huyện Darende, tỉnh Malatya, Thổ Nhĩ Kỳ. Dân số thời điểm năm 2011 là 577 người.